# Megumi Murakami
Megumi Murakami (Japans: 村上めぐみ) (Echizen, 14 september 1985) is een Japans beachvolleyballer die als verdediger speelt. Ze won drie bronzen medailles bij de Aziatische kampioenschappen en nam eenmaal deel aan de Olympische Spelen.

## Carrière
Murakami debuteerde in 2011 met Hiroyo Kaneda in de FIVB World Tour bij het Open-toernooi van Phuket. Drie jaar later behaalde ze met Ayumi Shiratori een negende plaats bij het Open-toernooi van Mangaung. Van 2015 tot en met 2021 vormde ze een team met Miki Ishii. Het eerste seizoen speelde het duo twee wedstrijden in de mondiale competitie. In de AVC Tour kwamen ze tot een vierde plaats in Ha Long en een vijfde plaats in Yogyakarta. Bij de Aziatische kampioenschappen in Hongkong eindigden ze eveneens als vijfde nadat de kwartfinale verloren werd van het Australische duo Mariafe Artacho del Solar en Nicole Laird. Het jaar daarop speelde het tweetal in aanloop naar de AK in Sydney drie wedstrijden in Nieuw-Zeeland. In Sydney wonnen Murakami en Ishii vervolgens de bronzen medaille door de Thaisen Varapatsorn Radarong en Tanarattha Udomchavee in de troostfinale te verslaan. In de World Tour behaalden ze verder een vijfde plaats bij de Grand Slam van Long Beach.
Begin 2017 speelde Murakami twee wedstrijden met Samaa Miyagawa in de World Tour. Met Ishii was Murakami verder actief op acht internationale toernooien. Ze kwamen daarbij tot onder meer een overwinning en vierde plaats bij de 1-ster-toernooien van respectievelijk Daegu en Aalsmeer. Het daaropvolgende seizoen behaalde het tweetal bij acht internationale toernooien een derde plaats in Tokio en een vijfde plaats in Gstaad. Bij de AK in Satun wonnen ze voor de tweede keer de bronzen medaille, ditmaal ten koste van Wang Xinxin en Xia Xinyi uit China. Bij de Aziatische Spelen in Palembang wonnen ze het zilver achter Wang Fan en Xia. In het seizoen 2018/19 deden Murakami en Ishii mee aan dertien reguliere toernooinen in de mondiale competitie met twee vijfde (Sydney en Kuala Lumpur) en vier negende plaatsen (Las Vegas, Den Haag, Xiamen en Moskou) als resultaat. Daarnaast namen ze deel aan de WK in Hamburg waar ze in de tussenronde werden uitgeschakeld door Wang X. en Xue Chen. Bij de AK in Maoming bereikte het duo de kwartfinale waar Xia en Wang F. te sterk waren. Murakami en Ishii sloten het seizoen uiteindelijk af met een vijf-en-twintigste plaats bij de World Tour Finals in Rome.
In het najaar van 2019 eindigden ze verder als dertiende bij het olympisch kwalificatietoernooi in Haiyang, als vijfde in Chetumal en tweemaal op het podium bij toernooien in eigen land. Begin 2020 won het tweetal bij de AK in Udon Thani voor de derde keer brons door hun landgenoten Sayaka Mizoe en Takemi Nishibori in de troostfinale te kloppen. De rest van het seizoen viel weg vanwege de coronapandemie. Het jaar daarop namen Murakami en Ishii in aanloop naar de Olympische Spelen in eigen land deel aan vijf wedstrijden in de World Tour waarbij ze niet verder kwamen dan vier zeventiende plaatsen. In Tokio strandde het duo in de tussenronde tegen Liliana Fernández Steiner en Elsa Baquerizo Macmillan uit Spanje. Na afloop van de Spelen gingen Murakami en Ishii uit elkaar. Murakami speelde in 2021 nog vier wedstrijden in de Japanse competitie met achtereenvolgens Paurine Oto en Sakurako Fuji. Met Fuji vormde ze vervolgens een team. Het duo nam het seizoen daarop deel aan vier toernooien in de Beach Pro Tour – de opvolger van de World Tour – met een vijfde plaats bij het Future-toernooi van Songkhla als beste resultaat.

## Palmares
Kampioenschappen
- 2016:  AK
- 2018:  Aziatische Spelen
- 2018:  AK
- 2020:  AK

FIVB World Tour
- 2017:  1* Daegu
- 2018:  3* Tokio